# Gunslinger Girl
Gunslinger Girl là loạt manga do Aida Yu thực hiện. Tác phẩm được đăng lần đầu tiên trên tạp chí dành cho shōnen là Dengeki Daioh vào tháng 11 năm 2002. Các chương được ASCII Media Works tập hợp lại và phát hành thành các tankōbon. Câu truyện lấy bối cảnh tại Ý, xoay quanh các cô bé có gia đình bị sát hại bởi tội phạm trong thế giới ngầm hay có hoàn cảnh cực kỳ khủng khiếp do tội phạm gây nên. Họ được nhận vào một ngôi trường đặc biệt, bị tẩy não để quên đi quá khứ và được đào tạo bài bản để trở thành sát thủ. Ngoài ra, trường học này còn tiến hành người máy hóa một số phần cơ thể đã bị hỏng, nhằm giúp bọn trẻ chiến đấu hiệu quả hơn. Các bé gái này hoạt động dưới sự điều khiển của chính phủ Ý, chuyên chống lại những băng nhóm tội phạm và phản loạn. Seven Seas Entertainment đã đăng ký bản quyền phiên bản tiếng Anh của loạt manga và phát hành tại thị trường Bắc Mỹ.
Madhouse đã chuyển thể loạt manga này thành anime và phát sóng tại Nhật Bản qua hai kênh Animax và Fuji Television từ ngày 8 tháng 10 năm 2003 đến ngày 19 tháng 2 năm 2004 với 13 tập. Artland thực hiện bộ anime tiếp theo mang tựa Gunslinger Girl -Il Teatrino- và phát sóng tại Nhật Bản trên kênh Tokyo MX TV từ ngày 7 tháng 1 đến ngày 31 tháng 3 năm 2008 cũng với 13 tập. Hai tập OVA đã được phát hành dưới dạng DVD vào ngày 24 tháng 10 năm 2008.

## Tóm tắt cốt truyện
Bối cảnh "Gunslinger Girl" là nước Ý cuối thế kỉ 20 với những thành phố Rome, Napoli, Venice tráng lệ đẹp đẽ. Trong các thành phố ấy luôn có các băng nhóm khủng bố, tội phạm và Mafia quấy phá sự yên bình của xã hội. Một tổ chức chính phủ đã được thành lập và duy trì, nhằm mục đích tiêu diệt, ngăn cản những kẻ tội phạm nguy hiểm. Tổ chức đặc biệt này núp bóng dưới danh nghĩa tổ chức phúc lợi xã hội, nhận cứu giúp những bé gái mồ côi bất hạnh hoặc bị tàn tật, thực chất là biến chúng thành sát thủ nửa người nửa máy bằng cách phẫu thuật. Sau khi bị tẩy não, biến đổi cơ thể, thay đổi tên họ, những đứa trẻ này đều sở hữu sức mạnh phi thường cùng với tuổi thọ ngắn ngủi. Mỗi cô bé đều có một người đàn ông làm giám hộ, các giám hộ đều dạy dỗ, quản lý sát thủ của mình theo cách riêng, có người dùng tình yêu thương, có người dùng sự khắc nghiệt. Tuy nhiên, bất chấp cách đối xử của người giám hộ như thế nào, mọi cô bé đều được lập trình phải trung thành với họ đến cùng. Mối quan hệ giữa giám hộ và sát thủ trẻ em được gọi là "Fratello" (anh em).
Nội dung truyện có thể chia làm hai phần. Phần đầu kể về năm cô bé sát thủ thế hệ đầu tiên: Henrietta, Triela, Rico, Claes, Angelica. Sau này, tổ chức đào tạo sát thủ quyết định tạo ra các thành viên mới, được coi là thế hệ sát thủ nửa người nửa máy thứ hai. Sang phần hai (từ tập 6 trở đi), nét vẽ của tác giả đã thay đổi đáng kể, cốt truyện vẫn chú trọng vào các cô bé ở thế hệ đầu, cộng thêm một cặp Fratello mới thuộc thế hệ sát thủ thứ hai. Sát thủ thế hệ hai đầu tiên là Petra (Petruska), một vũ công ballet người Nga 16 tuổi bị nhiễm phóng xạ do sự kiện Chernobyl, sau khi tự sát đã được phẫu thuật chỉnh hình và cấy ghép các bộ phận máy móc. Sau Petruska, nhiều sát thủ mới cũng lần lượt ra đời, nhưng đóng vai trò rất mờ nhạt đối với diễn biến truyện.
Các cuộc đấu đá giữa chính phủ Ý và các băng nhóm tội phạm ngày càng gay cấn, đỉnh điểm là cuộc vây bắt trùm mafia kiêm kẻ khủng bố Giacomo. Sau khi tiêu diệt được Giacomo và vây cánh của hắn, tổ chức đào tạo sát thủ trẻ em chính thức bị giải thể. Hầu hết các cô bé sát thủ đều hi sinh trong trận chiến cuối cùng, chỉ còn một số người sống lay lắt thêm vài năm rồi chết do tuổi thọ ngắn ngủi của họ.

## Nhân vật

### Các sát thủ người máy (cyborg) của tổ chức phúc lợi

##### Thế hệ đầu tiên
- Henrietta (ヘンリエッタ)

Lồng tiếng bởi: Nanri Yūka / Akutsu Kana (bộ anime thứ 2)
Henrietta được coi là sát thủ giỏi nhất trong 5 sát thủ nhỏ thế hệ đầu. Cả gia đình cô bé ở Rome đã bị một tên tội phạm sát hại dã man. Bản thân Henrietta thì bị thủ phạm hành hạ suốt đêm, tay chân bị cắt lìa. Henritetta là người duy nhất sống sót sau trận thảm sát đó, tuy nhiên cô bé đã bị tổn thương nặng nề cả về thân xác lẫn tinh thần. Tổ chức sát thủ đã đón cô bé về, xóa sạch ký ức về thân phận cũ, biến cô thành một sát thủ nửa người nửa robot. Mặc dù không còn nhớ gì về quá khứ, Henrietta vẫn biết chơi violin, một sở thích ngày xưa của cô. Cô được người giám hộ yêu thương như em gái, bản thân cô cũng rất gắn bó với anh, thậm chí còn nảy sinh tình cảm đặc biệt như tình yêu. Vì Henrietta luôn rất tận tụy với người giám hộ, cô bé thường xuyên liều mạng quá mức và bị thương khá nhiều khi làm nhiệm vụ. Với sát thủ trẻ em của tổ chức, mỗi lần chữa trị là mỗi lần họ bị cho thêm thuốc tẩy não, dẫn đến tuổi thọ và trí nhớ yếu đi nhanh chóng. Hậu quả là Henrietta trở thành đứa trẻ thứ hai (sau sát thủ đầu tiên Angelica) có triệu chứng suy giảm trí nhớ.
Trong trận chiến cuối cùng với băng nhóm tội phạm của Giacomo, Henrietta và người giám hộ đều hi sinh.
- Rico (リコ)

Lồng tiếng bởi: Mitsuhashi Kanako / Shiono Anri (bộ anime thứ 2)
Rico là bạn cùng phòng của Henrietta, người duy nhất trong nhóm sát thủ thế hệ đầu được giữ nguyên ký ức của mình. Cô bé để tóc ngắn, ăn mặc như con trai và có cái tên của con trai. Rico là một cô bé yêu đời, vui vẻ, dễ hài lòng với mọi thứ. Trái ngược với Henrietta, Rico luôn bị người giám hộ đối xử nghiêm khắc, đôi khi còn bị đánh đập và chỉ đơn thuần là công cụ của người giám hộ. Tuy vậy, Rico không hề cảm thấy bất mãn, ngược lại còn biết ơn cuộc sống mới do tổ chức sát thủ ban cho, bởi nó hơn hẳn những tháng ngày bệnh liệt giường trước kia của cô. Quá khứ của cô không được đề cập nhiều, chỉ biết là Rico bị bại liệt khiến chân tay biến dạng. Cha mẹ cô luôn cãi nhau vì phải chăm sóc đứa con tật nguyền, cuối cùng vào ngày sinh nhật 11 tuổi của Rico, họ chấp nhận giao cô cho tổ chức phúc lợi xã hội. Rico là một trong số ít sát thủ nhỏ may mắn, sống sót qua trận chiến cuối cùng. Cô bé và những thành viên còn sống của tổ chức được đưa lên một con tàu, lênh đênh khắp biển Địa Trung Hải. Trong một năm cuối đời trên con tàu ấy, Rico đã sống bình an và hạnh phúc.
- Triela (トリエラ)

Lồng tiếng bởi: Sendai Eri / Enomoto Atsuko (bộ anime thứ 2)
Triela là một trong hai sát thủ lớn tuổi nhất của thế hệ đầu, cùng với Claes. Cô là người máy thứ hai được tạo ra sau Angelica, có một quá khứ đen tối và bất hạnh. Triela không phải người gốc Ý mà là một thiếu nữ da màu Tunisia, bị tổ chức buôn người ở Amsterdam bắt cóc và tra tấn, hãm hiếp rất tàn bạo. Những cảnh đó còn bị ghi lại để làm phim đen (thể loại được gọi là "Snuff film"). Hai đặc vụ Europol tốt bụng đã đến giải cứu cô bé, bấy giờ cô đã bị cưa mất một chân và sắp chết. Sau khi trở thành sát thủ của tổ chức chính phủ, Triela tỏ ra là một thiếu nữ vô cùng thông minh, sắc sảo. Cô và người giám hộ của mình có mối quan hệ khá tốt, người giám hộ thường để Triela mặc quần áo đàn ông như vest và đi giày da. Mặc dù đã bị tẩy não, Triela vẫn có ký ức mơ hồ về một phụ nữ đeo kính, xịt nước hoa (một trong hai đặc vụ từng cứu mạng cô bé), cô đã nghĩ người đó là mẹ mình.
Triela và giám hộ của cô đều hi sinh ở trận chiến cuối cùng. Tuy nhiên, tế bào trứng của cô bé đã được người giám hộ bí mật bảo quản, sau đó chuyển cho một nữ luật sư tên Roberta Guellfi, người yêu của anh ta. Thể theo di nguyện của anh, Roberta đã cấy tế bào của Triela vào tử cung và sinh ra một bé gái giống hệt Triela. Đứa trẻ được đặt tên là Speranza, theo tiếng Ý nghĩa là "Hi vọng". Ở chương cuối (chương 100) của manga, luật sư Roberta và Speranza đã sang định cư tại Mỹ, Speranza lúc này bằng tuổi Triela năm xưa. Thừa hưởng sự thông minh của Triela, cô bé đậu đại học Y khoa khi mới ở độ tuổi học cấp hai. Ở trường, Speranza gặp gỡ và hợp tác với một người bạn để làm video blog. Mười năm sau, hai người đã đạt giải Oscar với phim tài liệu "The Hope" - một bộ phim lấy đề tài quyền trẻ em, kể về tổ chức sát thủ người máy năm xưa. Khi lên nhận giải, Speranza đã gửi lời cảm tạ của mình đến Roberta, "mẹ ruột" Triela và cả người giám hộ của Triela.
- Claes (クラエス)

Lồng tiếng bởi: Koshimizu Ami / Mizuno Risa (bộ anime thứ 2)
Claes là bạn cùng phòng của Triela, một người điềm đạm, già dặn và ham học. Đây là cô bé duy nhất được người giám hộ giữ nguyên tên thật, tên đầy đủ ngày xưa của cô là Fleda Claes Johanson. Trong quá khứ, dường như cô bé là con gái của một giáo sư hoặc giáo viên, truyện không tiết lộ lý do vì sao Claes phải gia nhập tổ chức sát thủ. Cô có sở thích đọc sách và bị cận thị, nhưng sau khi trở thành sát thủ, tật cận thị của Claes biến mất. Người giám hộ của cô rất nghiêm khắc, đồng thời rất quan tâm tới cô bé như con ruột. Ông tặng Claes cái kính mà cô từng đeo hồi nhỏ, nói rằng Claes phải trở nên ngoan hiền mỗi khi đeo nó. Mục đích của ông là để cô bé không sa vào con đường của một cỗ máy giết người. Sau khi người giám hộ chết do tai nạn, Claes sốc nặng đến nỗi tổ chức buộc phải xóa sạch ký ức về ông khỏi trí não cô bé. Từ đó, Claes không thể làm sát thủ nữa mà trở thành người chuyên phụ giúp các nhà khoa học của tổ chức làm thí nghiệm. Ký ức về người giám hộ quá cố vẫn in đậm trong tiềm thức của Claes, ngay cả khi cô không thể nhớ ông là ai, chỉ đoán rằng đó có thể là cha cô. Claes cũng luôn giữ niềm đam mê đọc sách mà người giám hộ đã đánh thức trong cô.
Claes không tham gia vào trận chiến cuối, nhờ thế cô bé vẫn sống sót tới cuối truyện, và là sát thủ sống lâu nhất của tổ chức.
- Angelica (アンジェリカ)

Lồng tiếng bởi: Terakado Hitomi / Hanazawa Kana (bộ anime thứ 2)
Angelica bị cha mình sát hại để lấy tiền bảo hiểm nhưng không chết, được tổ chức đào tạo sát thủ thu nhận. Tên cũ của cô bé là Angelina. Vì là sát thủ nhỏ đầu tiên của thế hệ đầu, cơ thể của cô yếu ớt hơn, nhiều khiếm khuyết hơn, tuổi thọ cũng bị rút ngắn hơn. Người giám hộ của Angelica ban đầu rất yêu quý cô bé, nhưng sau đó cứ lạnh nhạt dần với cô do Angelica bị chứng mất trí nhớ vì lạm dụng thuốc tẩy não. Tuy vậy, cô bé vẫn tự nguyện hi sinh tính mạng để bảo vệ anh ta. Angelica cũng là người đầu tiên trong dàn nhân vật chính ra đi. Trước khi cô bé qua đời, người giám hộ đã mang con chó ngày xưa cô nuôi đến gặp cô. Nhờ thế, Angelica nhớ lại toàn bộ ký ức của mình.
- Elsa de Sica (エルザ・デ・シーカ)

Lồng tiếng bởi: Noto Mamiko
Một nhân vật khá mờ nhạt. Khác với các đồng nghiệp sát thủ, Elsa sống một mình chứ không có bạn cùng phòng. Elsa đã tự sát bằng cách bắn vào đầu, sau khi giết người giám hộ của mình vì quá yêu anh ta mà không được đáp lại.
- Beatrice (ベアトリーチェ)

Lồng tiếng bởi: Ise Mariya
- Silvia (シルヴィア)
- Chiara (キアーラ)

##### Thế hệ thứ hai
- Petruška/ Petra (ペトルーシュカ, Петрушка)

Lồng tiếng bởi: Sakamoto Maaya
Cô gái này có tên thật là Elizaveta Baranovskaya (エリザヴェータ・バラノフスカヤ, Елизавета Барановская), một vũ công người Nga bị nhiễm phóng xạ dẫn đến ung thư xương, không thể tiếp tục sự nghiệp ballet. Vì quá tuyệt vọng, Elizaveta đã nhảy lầu tự sát nhưng không chết. Thân xác thoi thóp của cô được chuyển đến tổ chức sát thủ để biến thành thế hệ sát thủ thứ hai. Hình dáng, chiều cao và gương mặt của Elizaveta bị thay đổi hoàn toàn. Người giám hộ của cô đặt cho cô cái tên mới là Petruska, biệt danh Petra, lấy cảm hứng từ nhân vật con rối trong một vở ba lê của Nga. Dù đã bị tẩy não, cô vẫn giữ nguyên niềm say mê của mình với môn múa ballet. Petruska là một thiếu nữ nghiêm túc, chăm chỉ, yêu chính nghĩa. Cô yêu người giám hộ của mình không phải vì bị tẩy não, mà là cảm xúc thực sự của cô.
Sau một thời gian dài làm nhiệm vụ cho tổ chức, Petruska và người giám hộ của mình đã yêu nhau, cả hai đều sống sót qua trận chiến cuối cùng. Cô được đưa lên tàu biển của tổ chức cùng với Rico, Claes và các sát thủ sống sót. Không lâu sau, Petruska qua đời vì di chứng của phóng xạ, trước khi chết, cô đã được tổ chức tiết lộ toàn bộ quá khứ của mình.
- Freccia (フレッチャ)
- Sony (ソニー)
- Gattonero (ガットネーロ)

### Người giám hộ
- Gioseffo Croce/ Jose (ジョゼッフォ・クローチェ)

Lồng tiếng bởi: Kiuchi Hidenobu / Mito Kōzō (bộ anime thứ 2)
Giám hộ của Henrietta, một thanh niên tốt bụng, dịu dàng, nhân hậu. Anh đã dạy cho Henrietta cách sử dụng vũ khí và cả cách yêu thương, biến cô từ một đứa trẻ trầm lặng trở thành một bé gái vui tươi. Em gái và bố mẹ của Gioseffo đã bị trúng bom của bọn khủng bố và qua đời khi cô bé này bằng tuổi Henrietta, vì thế anh càng thương yêu Henrietta hơn như một cách đền bù tình cảm. Anh đã chiến đấu và chết bên cạnh cô bé sát thủ của mình trong trận chiến cuối cùng của tổ chức. Trước khi gia nhập tổ chức đào tạo sát thủ trẻ em, Gioseffo và anh trai mình, Gioan Croce, từng là lính GIS (Gruppo di Intervento Speciale).
- Gioan Croce/ Jean (ジャン・クローチェ)

Lồng tiếng bởi: Miyamoto Mitsuru / Koyasu Takehito (bộ anime thứ 2)
Anh trai của Gioseffo và là giám hộ của Rico, một người lạnh lùng, lý trí đến mức tàn nhẫn. Bố mẹ, em gái và vợ chưa cưới của anh ta đều bị trúng bom của bọn khủng bố, kẻ chủ mưu sau vụ đó là Giacomo. Vì thế, Gioan quyết tâm lùng giết bằng được Giacomo, Rico và tổ chức sát thủ chỉ là công cụ đắc lực giúp anh báo thù. Mặc dù ban đầu Gioan đối xử với Rico khá tệ, nhưng về sau anh đã dần mềm mỏng với cô bé hơn. Anh may mắn sống sót sau trận chiến, thế nhưng cái giá phải trả quá đắt: Gioan đã đánh mất cậu em trai, người thân cuối cùng của mình. Ở chương cuối của manga, Gioan đã là một người đàn ông trung niên. Anh trở thành sĩ quan cấp cao của ngành an ninh Italy, ngày đêm canh chừng những kẻ tội phạm và tàn dư tổ chức của Giacomo lập nên. Dù đã nhiều năm trôi qua, Gioan vẫn đeo nhẫn đính hôn - kỉ vật của người vợ quá cố, và trên bàn làm việc của anh để một tấm ảnh của cô bé Rico.
- Victor Hillshire (ヴィクトル・ヒルシャー)

Lồng tiếng bởi: Ehara Masashi / Matsukaze Masaya (bộ anime thứ 2)
Giám hộ của Triela, từng làm đặc vụ Europol (cảnh sát châu Âu), là người Đức. Tên thật của anh là Victor Hartman. Anh và một nữ bác sĩ Europol đã cứu mạng Triela khỏi tổ chức buôn người ở Amsterdam, trong sự kiện này, vị bác sĩ đã chết. Anh quyết định sẽ dành cả đời chăm sóc, dõi theo Triela - mầm sống mà cô bác sĩ ấy đã cứu vớt. Victor đã hi sinh sự nghiệp của mình tại Europol, lén đem Triela bỏ trốn sang Ý và nhờ tổ chức phúc lợi xã hội cứu cô bé. Tuy nhiên, khi Triela bị tẩy não và có được thân thể mới, anh mới biết mục đích của tổ chức là đào tạo cô thành vũ khí chiến tranh. Victor muốn bảo vệ Triela nên chấp nhận ở lại tổ chức, lấy tên giả và làm giám hộ của cô. Ý thức được cuộc đời ngắn ngủi, hiểm nguy của Triela, Victor đã bí mật lấy một số tế bào trứng đem cất giấu và bảo quản. Sau đó, anh giao tế bào trứng cho người yêu mình là luật sư Roberta, để cô thay anh gìn giữ niềm hi vọng mà anh đã ấp ủ.
- Marco Toni (マルコー・トーニ)

Lồng tiếng bởi: Inoue Norihiro / Yao Kazuki (bộ anime thứ 2)
Giám hộ của Angelica. Lúc trước ông từng là cảnh sát, nhưng phải giải nghệ do thị lực ngày càng yếu đi. Một bác sĩ quen với Marco đã giới thiệu ông đến làm việc ở tổ chức phúc lợi xã hội, khi đó vừa mới thành lập. Ban đầu, Marco vô cùng thương yêu Angelica, nhưng sau một thời gian lạm dụng thuốc tẩy não, trí nhớ Angelica bị suy giảm nghiêm trọng, mọi kỉ niệm cũ với Marco đều bị cô bé quên sạch. Điều đó khiến ông vô cùng đau đớn, từ đó quyết định đối xử lạnh lùng với cô bé hơn. Tuy nhiên, Angelica vẫn một mực trung thành với ông, thậm chí lấy thân mình đỡ những mảnh bom để Marco sống sót. Khi cô bé sắp chết, Marco đã ở bên cô đến phút cuối, thậm chí tìm kiếm con chó cưng ngày xưa của Angelica về cho cô. Mặc dù con chó giúp cô bé nhớ lại được toàn bộ ký ức, nhưng ngay trước khi chết, cô đã không còn nhớ Marco là ai do chứng suy giảm trí nhớ. Thấy ông có vẻ buồn, Angelica đã kể cho ông truyện hoàng tử xứ mì ống - câu chuyện cổ tích mà Marco từng sáng tác cho riêng cô, sau đó thanh thản ra đi.
- Claudio Raballo (クラウディオ・ラバロ)

Lồng tiếng bởi: Horiuchi Kenyū
Giám hộ của Claes, một cựu quân nhân Ý bị mất một chân. Tổ chức phúc lợi xã hội hứa sẽ cho ông chân giả, đồng thời giới thiệu ông về lại quân đội, nếu Raballo đồng ý làm giám hộ cho một sát thủ người máy. Ông đối xử với Claes vừa nghiêm khắc vừa dịu dàng. Những lần Raballo dẫn cô bé đi câu đã trở thành ký ức không thể phai mờ của cô, đến nỗi sau khi bị tẩy não, cô vẫn nhớ đến bóng lưng của ông khi câu cá. Một thời gian sau, khi hai chú cháu đã trở nên thân thiết, ông đột ngột qua đời sau một tai nạn giao thông. Tuy nhiên, theo những chi tiết của truyện, rất có thể tổ chức sát thủ đã thủ tiêu Raballo để bịt đầu mối. Bởi Raballo đã không đồng tình với cách làm việc khá tàn nhẫn và phi nhân tính của tổ chức sát thủ, trước lúc bị tai nạn, ông còn nói với Claes rằng mình sắp đi gặp một người bạn là nhà báo.
- Alessandro Ricci (アレッサンドロ・リッチ)

Lồng tiếng bởi: Shiraishi Minoru (drama CD)
Giám hộ của Petruska, tên thân mật là Sandro. Anh từng là một gián điệp, điệp viên tài năng của Bộ Công an thuộc sở phúc lợi xã hội, rất am hiểu tâm lý con người và có kiến thức về nhiều lĩnh vực khác nhau. Khác với nhiều giám hộ còn lại, Alessandro không chú trọng dạy dỗ Petruska kĩ năng đánh nhau, sử dụng vũ khí. Anh dạy cô cách trang điểm, ngụy trang, cách giao tiếp để dụ dỗ hoặc đánh lạc hướng kẻ thù. Sau này Alessandro và Petruska đã yêu nhau. Khi cô chết vì di chứng phóng xạ, anh đã đến nước Nga để chăm sóc cho cha mẹ cô tử tế.
- Lauro (ラウーロ)

Lồng tiếng bởi: Tsuda Eisuke
Giám hộ của Elsa, đã bị Elsa bắn chết trong lúc làm nhiệm vụ.
- Bernardo (ベルナルド)

Lồng tiếng bởi: Nakano Yūto
- Ernest (アーネスト)

Lồng tiếng bởi: Naitō Ryō

### Tổ chức phúc lợi xã hội Italy

##### Chỉ huy
Monica Maria Petris (モニカ・マリア＝ペトリス)
Lồng tiếng bởi: Akado Mayumi / Yoshizawa Kiri (bộ anime thứ 2)

##### Đội 2
Lorenzo Pieri (ロレンツォ・ピエリ)
Lồng tiếng bởi: Yanaka Hiroshi / Terasoma Masaki (bộ anime thứ 2)
Ferro (フェッロ)
Lồng tiếng bởi: Nakagawa Rie
Priscilla (プリシッラ)
Lồng tiếng bởi: Suzuki Masami / Takahashi Mayuko (bộ anime thứ 2)
Olga (オリガ, Ольга)
Lồng tiếng bởi: Okohira Shizuka / Katō Saori (bộ anime thứ 2)
Amadeo (アマデオ)
Lồng tiếng bởi: Maeda Takeshi / Hosoya Yoshimasa (bộ anime thứ 2)
Giorgio (ジョルジョ)
Lồng tiếng bởi: Shimozaki Hiroshi
Alfonso (アルフォンソ)
Lồng tiếng bởi: Iwasaki Masami / Watanabe Hideo (bộ anime thứ 2)
Nihad (ニハッド)
Lồng tiếng bởi: Tsuchiya Yūichi
Mario (マリオ)
Lồng tiếng bởi: Shimozaki Hiroshi

##### Đội 1
Draghi (ドラーギ)
Lồng tiếng bởi: Komura Tetsuo / Tsuji Shinpachi (bộ anime thứ 2)
Pietro Fermi (ピエトロ・フェルミ)
Lồng tiếng bởi: Ikeda Shūichi
Eleonora Gabrieli (エレノラ・ガブリエリ)
Lồng tiếng bởi: Mizuno Risa
Cohen (コーエン)
Geremia (ジェレミア)
Lồng tiếng bởi: Kawamoto Naru
Mathias (マティアス)
Lồng tiếng bởi: Ueda Yōji
Irma (イルマ)
Lồng tiếng bởi: Yuzuki Ryōka
Vito (ヴィート)
Lồng tiếng bởi: Misono Yukihiro

##### Đội kỹ thuật
Belisario (アダーモ・ベリサリオ)
Lồng tiếng bởi: Yamazaki Takumi / Madono Mitsuaki (bộ anime thứ 2)
Fernando Bianchi (フェルナンド・ビアンキ)
Lồng tiếng bởi: Madono Mitsuaki
Marcello Giliani (マルチェロ・ジリアーニ)
Marianna (マリアンナ)
Luis Duvalier (ルイ・デュヴァリエ)
Bergonzi (ベルゴンツィ)
Lồng tiếng bởi: Suzuki Masakazu
Donato (ドナート)
Lồng tiếng bởi: Hirose Masashi

##### Đội an ninh
Rossana (ロッサーナ)
Reschigliano (レスキリアン)
Gennaro (ジェンナーロ)
Enzo (エンツォ)
Lồng tiếng bởi: Ishii Kōji
Tommaso (トンマーゾ)
Altmeyer (アルトマイヤー)
Lồng tiếng bởi: Tsuchiya Dai

### Tổ chức mafia cực đoan
Pinocchio (ピノッキオ)
Lồng tiếng bởi: Kishio Daisuke, Horanai Ai (lúc nhỏ)
Cristiano Savonarola (クリスティアーノ・サヴォナローラ)
Lồng tiếng bởi: Tatsuta Naoki / Ueda Yūji (bộ anime thứ 2)
John Doe (ジョン・ドゥ)
Lồng tiếng bởi: Kashii Shōto
Alessio (アレッシオ)
Lồng tiếng bởi: Chiziwa Ryūsaku
Guglielmo (グリエルモ)
Piriazzi (ピリアッツィ)
Aaron Cicero (アーロン・チチェロ)
Luciano (ルチャーノ)
Barnaba (バルナバ)
Guido (グイド)
Leonardo Conti (レオナルド・コンティ)
Lồng tiếng bởi: Takashina Toshitsugu
Mangelo Marinoff (マンジェロ・マリノフ)
Lồng tiếng bởi: Bifu Hitoshi
Bruno (ブルーノ)
Lồng tiếng bởi: Takase Akimitsu
Vincenzo (ヴィンチェンツォ)
Lồng tiếng bởi: Maeda Takeshi
Sergio Aimaro (セルジョ・アイマーロ)
Lồng tiếng bởi: Mizuno Hiroichi
Ema Blero (エマ・ブレロ)
Canova (カノーヴァ)
Anita Aragon (アニータ・アラゴン)

### Trường Bolshoi Ballet
Alexey (アレクセイ, Алексей)
Nataliya (ナターシャ, Наталія)
Irina Tolskaya (イリーナ・トルスカヤ, Ирина Тольская)
Vasilij (ヴァシリー, Василий)

### Khác
Filippo Adani (フィリッポ・アダーニ)
Lồng tiếng bởi: Nishimura Jin
Fugo Müller (フーゴ・ミューラー)
Isabella D'Angelo (イザベラ・ダンジェロ)
Lồng tiếng bởi: Satō Yumiko
Domenico (ドメニコ)
Lồng tiếng bởi: Shimozaki Hiroshi
Aurora (アウローラ)
Lồng tiếng bởi: Sakai Kanako
Pier (ピア) (nhân vật chỉ có trong trò chơi điện tử)
Lồng tiếng bởi: Tanaka Sayuri

## Truyền thông

### Manga
Loạt manga được viết và vẽ bởi Aida Yu. Tác phẩm được đăng lần đầu tiên trên tạp chí dành cho shōnen là Dengeki Daioh vào từ ngày 21 tháng 5 năm 2002 đến ngày 27 tháng 9 năm 2012 với 100 chương. Các chương được ASCII Media Works tập hợp lại và phát hành thành các tankōbon, và tổng cộng có 15 tập được phát hành.
Khi ADV Manga vừa được hình thành năm 2003, thì Gunslinger Girl là một trong các tựa manga đầu tiên mà công ty này đăng ký bản quyền phiên bản tiếng Anh để phát hành tại Bắc Mỹ. Tuy nhiên lịch phát hành manga hơi chậm khiến cho ADV nghĩ rằng họ đã nhảy vào thị trường manga không đúng lúc khi mà nó trở nên bão hòa với nhiều tựa manga mới. Seven Seas Entertainment đã tuyên bố vào ngày 08 tháng 4 năm 2008 là ADV đã chuyển bản quyền cho mình và sẽ tái phát hành loạt manga với bản dịch mới dưới dạng một gói sáu tập.

### Anime
Gunslinger Girl đã chuyển thể thành anime với 13 tập lấy bối cảnh trong hai tập đầu của manga và phát sóng trên kếnh Fuji Television từ ngày 08 tháng 10 năm 2003 đến ngày 19 tháng 2 năm 2004. Bộ anime này được đạo diễn bởi Asaka Morio, sản xuất bởi Madhouse, Bandai Visual, Marvelous Entertainment và Fuji Television, âm nhạc được soạn bởi Sahashi Toshihiko. bộ anime này cũng được phát trên kênh truyền hình vệ tinh Animax tại Nhật Bản, sau đó kênh này bắt đầu phát sóng phiên bả tiếng Anh ra thế giới như khu vực Đông Nam Á và Nam Á. Gunslinger Girl đã phát sóng tại Hoa Kỳ trên kênh Independent Film Channel. Cuối năm 2004, Funimation Entertainment đã đăng ký bản quyền phát hành bộ anime tại thị trường Bắc Mỹ dưới dạng 3 DVD và bộ hộp DVD. Funimation cũng phát hành dưới dạng tải về cho bộ anime để xem trên iTunes, PlayStation Store và Xbox Live Marketplace.
Bộ anime thứ hai có tựa Gunslinger Girl -Il Teatrino- đã phát sóng tại Nhật Bản trên kênh Tokyo MX TV từ ngày 07 tháng 1 đến ngày 31 tháng 3 năm 2008 cũng với 13 tập và phát lại trên các kênh TV Osaka, Chukyo TV và BS11 Digital. Bộ anime được thực hiện bởi Artland cùng tác giả manga là Aida Yu giữ vai trò chính trong việc viết kịch bản và giám sát. Bộ anime thứ hai bị nói là có hình hơi mờ nhưng được khen là tập trung vào cốt truyện. Funimation Entertainment cũng đã đăng ký bản quyền của bộ anime này để phát hành tại thị trường Bắc Mỹ, Madman Entertainment đăng ký tại Úc và New Zealand, Manga Entertainment đăng ký tại vương quốc Anh và Ireland.
Hai tập OVA cũng được thực hiện và phát hành dưới dạng DVD vào ngày 24 tháng 10 năm 2008 tại Nhật Bản. Phiên bản tiếng Anh của hai tập này đã được Madman Entertainment đăng ký bản quyền phát hành tại Úc và New Zealand còn Funimation Entertainment đăng ký bản quyền tại Bắc Mỹ.

### Trò chơi điện tử
Tác phẩm cũng được chuyển thể thành trò chơi điện tử phát hành cho hệ PlayStation 2 tại Nhật Bản. Trò chơi thuộc dạng trỏ và bắn, người chơi sẽ trở thành các cô gái đang làm nhiệm vụ.

### Âm nhạc
Bộ anime thứ nhất có hai bài hát chủ đề, một mở đầu và một kết thúc. Bài hát mở đầu có tên The Light Before We Land do The Delgados trình bày, bài hát kết thúc có tên Dopo Il Sogno ~Yume no Ato Ni~ (Dopo Il Sogno ～夢のあとに～) do Opus trình bày, đĩa đơn chứa hai bài hát đã phát hành vào ngày 21 tháng 11 năm 2003. Album chứa các bản nhạc dùng trong bộ anime đã phát hành vào ngày 21 tháng 12 năm 2003. Một album do nhân vật trình bày của Gunslinger Girl có tựa Poca Felicità đã được Marvelous Entertainment phát hành vào ngày 21 tháng 12 năm 2005. Album có chứa nhiều bài hát do từng nhân vật trong bộ anime thực hiện cùng bài hòa tấu do Pinocchio thực hiện, một bài hát thêm của Josefa cùng hai bản hòa tấu khác. Revo tại Sound Horizon là người đã soạn nhạc và viết lời cho các bài hát trong album này. Hình bìa được thực hiện bởi Aida Yu.
| GUNSLINGER GIRL Single | GUNSLINGER GIRL Single                                          | GUNSLINGER GIRL Single |
| STT                    | Nhan đề                                                         | Thời lượng             |
| ---------------------- | --------------------------------------------------------------- | ---------------------- |
| 1.                     | "THE LIGHT BEFORE WE LAND"                                      | 5:31                   |
| 2.                     | "DOPO IL SOGNO ~Yume no Ato Ni~ (DOPO IL SOGNO 〜夢のあとに〜)" | 3:42                   |
| 3.                     | "WOKE FROM DREAMING"                                            | 4:32                   |
| Tổng thời lượng:       | Tổng thời lượng:                                                | 13:45                  |

| GUNSLINGER GIRL SOUND TRACK | GUNSLINGER GIRL SOUND TRACK  | GUNSLINGER GIRL SOUND TRACK |
| STT                         | Nhan đề                      | Thời lượng                  |
| --------------------------- | ---------------------------- | --------------------------- |
| 1.                          | "THE LIGHT BEFORE WE LAND"   | 1:57                        |
| 2.                          | "TEMA I"                     | 3:51                        |
| 3.                          | "costruzione"                | 1:25                        |
| 4.                          | "popolo"                     | 1:19                        |
| 5.                          | "bucolica"                   | 2:19                        |
| 6.                          | "città"                      | 1:30                        |
| 7.                          | "malinconomia"               | 1:46                        |
| 8.                          | "tristezza"                  | 1:24                        |
| 9.                          | "ansia"                      | 1:24                        |
| 10.                         | "amoretto"                   | 2:28                        |
| 11.                         | "Ti Amo"                     | 2:06                        |
| 12.                         | "rabbia"                     | 1:27                        |
| 13.                         | "desperazione"               | 1:14                        |
| 14.                         | "la calma"                   | 1:59                        |
| 15.                         | "gioia"                      | 1:49                        |
| 16.                         | "TEMA II"                    | 1:20                        |
| 17.                         | "buon ricordo"               | 1:29                        |
| 18.                         | "brutto ricordo"             | 1:23                        |
| 19.                         | "maniaco"                    | 1:12                        |
| 20.                         | "bar"                        | 1:23                        |
| 21.                         | "albergo"                    | 1:38                        |
| 22.                         | "chiesa"                     | 1:44                        |
| 23.                         | "TEMA III"                   | 1:18                        |
| 24.                         | "paura"                      | 1:19                        |
| 25.                         | "timore"                     | 1:13                        |
| 26.                         | "agitazione"                 | 1:27                        |
| 27.                         | "luce e buio"                | 1:28                        |
| 28.                         | "TEMA IV"                    | 1:30                        |
| 29.                         | "silenzio prima della lotta" | 1:28                        |
| 30.                         | "movimento"                  | 1:21                        |
| 31.                         | "etereo"                     | 1:54                        |
| 32.                         | "TEMA V"                     | 1:21                        |
| 33.                         | "sorriso"                    | 1:13                        |
| 34.                         | "adulti"                     | 1:12                        |
| 35.                         | "velocità"                   | 1:23                        |
| 36.                         | "simpatia"                   | 1:18                        |
| 37.                         | "TEMA VI"                    | 1:25                        |
| 38.                         | "ROMANZE"                    | 1:18                        |
| 39.                         | "DOPO IL SOGNO"              | 1:11                        |
| Tổng thời lượng:            | Tổng thời lượng:             | 1:01:26                     |

| GUNSLINGER GIRL Image Album "poca felicità" | GUNSLINGER GIRL Image Album "poca felicità"                     | GUNSLINGER GIRL Image Album "poca felicità" |
| STT                                         | Nhan đề                                                         | Thời lượng                                  |
| ------------------------------------------- | --------------------------------------------------------------- | ------------------------------------------- |
| 1.                                          | "La ragazza col fucile～少女と銃～"                             | 5:16                                        |
| 2.                                          | "Il fratello～『兄妹』に捧げる弦楽四重奏～"                     | 2:57                                        |
| 3.                                          | "Lui si chiama...～私の大切な人...彼の名は...～"                | 6:24                                        |
| 4.                                          | "La principessa del regno del sole～無邪気なお姫様～"           | 6:10                                        |
| 5.                                          | "Biancaneve bruno～白雪姫と8人の小人～"                         | 6:06                                        |
| 6.                                          | "Pinocchio～殺し屋ピノッキオ～"                                 | 6:26                                        |
| 7.                                          | "Claes tranquillo～眼鏡と1つの約束～"                           | 7:22                                        |
| 8.                                          | "La principessa del regno della pasta～可哀想なお姫様～"        | 7:21                                        |
| 9.                                          | "Io mi chiamo...～貴方だけの義体...私の名は...～"               | 5:13                                        |
| 10.                                         | "La ragazza～『少女』に捧げるピアノ独奏～"                      | 3:18                                        |
| 11.                                         | "La ragazza col fucile e poca felicita～少女と銃と小さな幸せ～" | 5:08                                        |
| Tổng thời lượng:                            | Tổng thời lượng:                                                | 1:01:41                                     |

Sato Tenpei đã tham gia vào việc biên soạn và thực hiện phần âm nhạc của chuyển thể trò chơi điện tử với vĩ cầm là chủ đạo cho hầu hết các bản nhạc và một album riêng tập hợp các bản nhạc này đã phát hành vào ngày 24 tháng 4 năm 2004.
| Gunslinger Girl Game Sound Album | Gunslinger Girl Game Sound Album     | Gunslinger Girl Game Sound Album |
| STT                              | Nhan đề                              | Thời lượng                       |
| -------------------------------- | ------------------------------------ | -------------------------------- |
| 1.                               | "Shadow Flowers"                     | 2:07                             |
| 2.                               | "Nightmare"                          | 1:46                             |
| 3.                               | "Blood Runner"                       | 3:43                             |
| 4.                               | "Killing me softly with your violin" | 5:04                             |
| 5.                               | "Red Castanet"                       | 3:40                             |
| 6.                               | "Gunfire Beats"                      | 3:55                             |
| 7.                               | "Time heals all wounds"              | 1:49                             |
| 8.                               | "Aegean Wind"                        | 3:56                             |
| 9.                               | "Dark Bullet Mark"                   | 4:50                             |
| 10.                              | "Take me to the heaven"              | 3:26                             |
| 11.                              | "Play Dead"                          | 1:15                             |
| 12.                              | "Sense of Crisis"                    | 2:38                             |
| 13.                              | "Eyes of the Little Sniper"          | 4:24                             |
| 14.                              | "She said so..."                     | 1:26                             |
| 15.                              | "Crazy for You"                      | 2:32                             |
| 16.                              | "The Parade of the Rolling Wheels"   | 2:15                             |
| 17.                              | "One More Tears"                     | 5:23                             |
| Tổng thời lượng:                 | Tổng thời lượng:                     | 54:09                            |

Bộ anime thứ hai có hai có 4 bài hát chủ đề, một mở đầu và ba kết thúc. Bài hát mở đầu có tên Tatta Hitotsu no Omoi (たった1つの想い) do KOKIA trình bày, đĩa đơn chứa bài hát đã phát hành vào ngày 23 tháng 1 năm 2008. Bài hát kết thúc thứ nhất có tên doll với hai phiên bản do hai ca sĩ Aoi Tada và Lia trình bày dùng trong hầu hết các tập, bài hát kết thúc thứ ba có tên human do Lia trình bày dùng trong tập 13, đĩa đơn chứa hai bài hát đã phát hành vào ngày 30 tháng 1 năm 2008. Bài hát kết thúc thứ hai có tên Scarborough・Fair (スカボロー・フェア) do Aoi Tada trình bày dùng trong tập 8. Album chứa các bản nhạc dùng trong bộ anime thứ hai và album chứa các bài hát do các nhân vật trình bày đã phát hành vào ngày 23 tháng 4 năm 2008.
| Tatta Hitotsu no Omoi (たった1つの想い) | Tatta Hitotsu no Omoi (たった1つの想い)                 | Tatta Hitotsu no Omoi (たった1つの想い) |
| STT                                     | Nhan đề                                                 | Thời lượng                              |
| --------------------------------------- | ------------------------------------------------------- | --------------------------------------- |
| 1.                                      | "Tatta Hitotsu no Omoi (たった1つの想い)"               | 4:06                                    |
| 2.                                      | "Umaretate no Shiro (生まれたての白)"                   | 4:20                                    |
| 3.                                      | "Tatta Hitotsu no Omoi (inst) (たった1つの想い (inst))" | 4:06                                    |
| 4.                                      | "Umaretate no Shiro (inst) (生まれたての白 (inst))"     | 4:18                                    |
| Tổng thời lượng:                        | Tổng thời lượng:                                        | 16:50                                   |

| doll / human     | doll / human                                      | doll / human |
| STT              | Nhan đề                                           | Thời lượng   |
| ---------------- | ------------------------------------------------- | ------------ |
| 1.               | "doll (Lia version)"                              | 4:41         |
| 2.               | "doll (Aoi Tada version) (doll (多田葵 version))" | 4:42         |
| 3.               | "human"                                           | 4:49         |
| 4.               | "doll (inst)"                                     | 4:40         |
| 5.               | "human (inst)"                                    | 4:46         |
| Tổng thời lượng: | Tổng thời lượng:                                  | 23:38        |

| GUNSLINGER GIRL -IL TEATRINO- ORIGINAL SOUNDTRACKS (ガンスリンガー・ガール イル・テアトリーノ オリジナル・サウンドトラック) | GUNSLINGER GIRL -IL TEATRINO- ORIGINAL SOUNDTRACKS (ガンスリンガー・ガール イル・テアトリーノ オリジナル・サウンドトラック) | GUNSLINGER GIRL -IL TEATRINO- ORIGINAL SOUNDTRACKS (ガンスリンガー・ガール イル・テアトリーノ オリジナル・サウンドトラック) |
| STT | Nhan đề | Thời lượng |
| --- | --- | --- |
| 1. | "Sorezore no Kanjou (それぞれの感情)"                                                                                       | 1:41 |
| 2. | "Tatta Hitotsu no Omoi (TVsize) (たった1つの想い(TVsize))"                                                                  | 1:33 |
| 3. | "Egao (笑顔)" | 1:58 |
| 4. | "Pinocchio (ピノッキオ)" | 3:49 |
| 5. | "Wakare (別れ)" | 0:37 |
| 6. | "Franca・Franco (フランカ・フランコ)"                                                                                       | 2:11 |
| 7. | "Pinocchio no Piano (ピノッキオのピアノ)"                                                                                   | 2:43 |
| 8. | "Fuon (不穏)" | 2:10 |
| 9. | "Saguri (探り)" | 0:34 |
| 10. | "Franca to Franco (フランカとフランコ)"                                                                                     | 1:45 |
| 11. | "Suspense (サスペンス)" | 1:47 |
| 12. | "Triela (トリエラ)" | 2:09 |
| 13. | "Henrietta no Violin (ヘンリエッタのバイオリン)"                                                                            | 1:38 |
| 14. | "Claes (Scarborough・Fair) (クラエス(スカボロー・フェア))"                                                                  | 1:54 |
| 15. | "Claes no Piano (Scarborough・Fair) (クラエスのピアノ(スカボロー・フェア))"                                                 | 1:23 |
| 16. | "Jose no Miru Yume (ジョゼの見る夢)"                                                                                        | 2:16 |
| 17. | "Shoujo Tachi no Ninmu (少女たちの任務)"                                                                                    | 1:50 |
| 18. | "Go Kyouwakoku Wa (五共和国派)"                                                                                             | 1:45 |
| 19. | "Machi (街)" | 1:49 |
| 20. | "Shakai Fukushi Kousha (社会福祉公社)"                                                                                      | 2:09 |
| 21. | "Fuan (不安)" | 2:11 |
| 22. | "Tsuiseki (追跡)" | 2:02 |
| 23. | "Tosca (トスカ)" | 2:29 |
| 24. | "Jiken (事件)" | 1:51 |
| 25. | "Rome Shigai (ローマ市街)"                                                                                                  | 1:27 |
| 26. | "Restaurant (レストラン)"                                                                                                   | 2:02 |
| 27. | "Kaishoku (会食)" | 2:10 |
| 28. | "Nichijou (日常)" | 1:36 |
| 29. | "Tsumi (罪)" | 1:55 |
| 30. | "Juu (銃)" | 2:20 |
| 31. | "Pinocchio to Christiano (ピノッキオとクリスティアーノ)"                                                                    | 2:11 |
| 32. | "Sentou (戦闘)" | 2:03 |
| 33. | "Taiketsu (対決)" | 2:08 |
| 34. | "Mesosiderite (メソシデライト)"                                                                                             | 1:56 |
| 35. | "Antique Shop (アンティークショップ)"                                                                                       | 0:34 |
| 36. | "Machibuse (待ち伏せ)" | 1:55 |
| 37. | "Kanashimi (悲しみ)" | 2:15 |
| 38. | "Main Theme (メインテーマ)"                                                                                                 | 3:36 |
| 39. | "doll (Tada Aoi version, TVsize) (doll(多田葵 version,TVsize))"                                                             | 1:37 |
| 40. | "doll(Lia version,TVsize)"                                                                                                  | 1:35 |
| Tổng thời lượng: | Tổng thời lượng: | 1:17:34 |

| GUNSLINGER GIRL -IL TEATRINO- VOCAL ALBUM (ガンスリンガー・ガール -イル・テアトリーノ- ヴォーカルアルバム) | GUNSLINGER GIRL -IL TEATRINO- VOCAL ALBUM (ガンスリンガー・ガール -イル・テアトリーノ- ヴォーカルアルバム) | GUNSLINGER GIRL -IL TEATRINO- VOCAL ALBUM (ガンスリンガー・ガール -イル・テアトリーノ- ヴォーカルアルバム) |
| STT | Nhan đề | Thời lượng                                                                                                 |
| --- | --- | --- |
| 1. | "Tatta Hitotsu no Omoi (たった１つの想い)"                                                                 | 4:05 |
| 2. | "doll (Tada Aoi version) (doll (多田葵 version))"                                                          | 4:41 |
| 3. | "doll (Lia version)"                                                                                       | 4:41 |
| 4. | "Sukaboroo Fuia (スカボロー・フェア)"                                                                      | 3:18 |
| 5. | "human" | 4:53 |
| 6. | "doll (Henrietta version) (doll (ヘンリエッタ version))"                                                   | 4:42 |
| 7. | "doll (Riko version) (doll (リコ version))"                                                                | 4:42 |
| 8. | "doll (Toriera version) (doll (トリエラ version))"                                                         | 4:42 |
| 9. | "doll (Kuraesu version) (doll (クラエス version))"                                                         | 4:42 |
| 10. | "doll (Anjerika version) (doll (アンジェリカ version))"                                                    | 4:44 |
| 11. | "Tsuioku ~Mori to Mizu no Uta~ (追憶 ～森と水の詩～)"                                                      | 4:22 |
| Tổng thời lượng:                                                                                           | Tổng thời lượng:                                                                                           | 49:32 |